# Троснянское сельское поселение (Брянская область)
Тросня́нское сельское поселение — муниципальное образование в центральной части Жуковского района Брянской области.
Административный центр — посёлок Тросна.
Образовано в результате проведения муниципальной реформы в 2005 году, путём преобразования дореформенного Троснянского сельсовета (кроме деревни Новые Месковичи, отошедшей в Жуковское городское поселение).
С 7 августа 2020 года упразднено в результате преобразования Жуковского района в муниципальный округ.

## Население
| 2010  | 2011  | 2012  | 2013  | 2014  | 2015  | 2016  |
| ----- | ----- | ----- | ----- | ----- | ----- | ----- |
| 1950  | ↘1947 | ↗1966 | ↘1960 | ↘1913 | ↘1904 | ↘1885 |
| 2017  | 2018  | 2019  | 2020  |       |       |       |
| ↘1875 | ↘1830 | ↘1765 | ↘1733 |       |       |       |

## Населённые пункты
| № | Населённый пункт | Тип     | Население |
| - | ---------------- | ------- | --------- |
| 1 | Вилейский        | посёлок | →0        |
| 2 | Поляковка        | хутор   | ↗273      |
| 3 | Похвальный       | посёлок | ↘34       |
| 4 | Слободской       | посёлок | ↘15       |
| 5 | Тросна           | посёлок | ↗1638     |